# Street Legal Racing: Redline
Street Legal Racing Redline (connu aussi sous le nom Street Legal 2) est un jeu de course développé par Invictus Games et distribué par Activision Value. Malgré ses nombreux bugs, le jeu est à peine jouable dans un premier temps, il s'est amélioré au cours des nombreux patchs. Malgré le nom réel Street Legal Racing Redline, dans les paramètres du jeu il est nommé sous de le nom Street Legal 2.

## Système de jeu
Le but du jeu est d’être le leader dans chaque club et d'avoir les compétences pour entrer dans la "Race of Champions", où vous pouvez gagner une voiture bonus. Les joueurs ont accès à des courses dans la rue durant la journée pour gagner du prestige (respect) ou de l'argent afin de modifier sa voiture. Ces courses durant la journée sont similaires à des courses dans Need For Speed: Underground 2. Pendant la nuit, les joueurs peuvent participer à une course de dragsters contre un autre Streetracer ou soit regarder une course.
Une des caractéristiques de ce jeu est la façon dont les dommages sont manipulés. Les dommages peuvent être faits à une pièce individuelle de la voiture, y compris le moteur, pare-chocs, portes, fenêtres, et le capot. Ces dommages doivent être réparés Contrairement aux autres jeux de course (exemple Need For Speed) , la voiture n'est pas automatiquement réparée après une course, tout dommage subi lors de la course sera permanent jusqu'à sa réparation.

## Les voitures
Les voitures dans le jeu sont très similaires à leurs homologues de la vie réelle, le nom des firmes fictives. Prenons l'exemple du constructeur automobile Shimutsibu qui en réalité Mitsubishi avec les lettres placées dans le désordre .Le Jeu comporte 8 voitures, ce qui est un nombre très réduit comparé à ses jeux concurrents. Les joueurs peuvent acheter des voitures d'occasion ou des voitures neuves chez le concessionnaire. Lorsque la carrière débute le joueur n'a pas assez d'argent pour acheter une voiture neuve et doit donc se tourner vers les modèles d'occasion, certes elles sont endommagées mais elles coutent moins chères à l'achat et peuvent être restaurées et upgradées par la suite.

## La communauté
L'un des points forts de ce jeu est le très grand nombre de fans et une très grande communauté, qui encore aujourd'hui continue à faire des mods[Quoi ?] et des mises à jour (non officielles).
Un site a même fait en septembre 2011 une pétition de 5 000 signatures pour pouvoir obtenir les codes sources afin de pouvoir faire des mods de plus en plus complexes et innovants.
C'est surtout grâce cette communauté que le jeu est de plus en plus jouables avec des mods plus innovants et approfondis les uns que les autres, des patchs permettant de corriger ce qui n'a pas été fait par les développeurs initiales du jeu. Les gros patchs les plus connus sont :
Le 2.3.0 Live Édition dit 2.3.0LE, introduit de nombreuses corrections avec une nouvelle interface, une physique améliorée comparée à celle d'origine qui était catastrophique, de nouvelles catégories dans le catalogue, de nouveaux moteurs pour les véhicules, également de nouvelles pièces et de nombreux autres ajouts en plus.
Le 2.2.1 Miran Winchur Mod (MWM) qui lui améliore plus le gameplay que l'interface, en permettant aux joueurs de pouvoir choisir leur circuit, commander leur voiture (des frais supplémentaires sont à prévoir, frais de port ...), en ajoutant de nouvelles fonctionnalités pour peaufiner l'immersion du joueur.
Le 2.3.1 qui est devenu un jeu à part entière (standalone) disponible sur Steam. Les principaux ajouts sont la correction de nombreux bugs permettant un gameplay stable , l'ajout des voitures du premier jeu de la série "Street Legal" ainsi que l'ajout de courses sur circuit via un système de défisLe.
De plus, les principaux mods sont des voitures additionnelles (le plus souvent ce sont des conversions de véhicules provenant d'autres jeux comme Forza Motorsport), voire des pièces supplémentaires (radiateurs, filtres à air, bloc moteur, etc.) Contrairement à d'autres jeux, les données sont entièrement modulables par les joueurs et sa communauté.

## Graphismes
Le moteur graphique du jeu étant très faible et très peu optimisé , a provoqué la sortie de mods tels que :
-Les ENB Series , qui sont des effets ajoutés au jeu via un fichier DLL. La configuration se fait par l’intermédiaire d'un fichier .ini[réf. nécessaire].
-ReShade , qui a été introduit par un joueur : Amilmand. Ils fonctionnent par système d'injection à l’exécutable du jeu. Un menu est disponible en jeu pour sélectionner les effets à activer/désactiver. Ils permettent notamment au jeu de bénéficier de reflets en temps réel.

## Moteur du jeu
Street Legal Racing: Redline est un jeu développer sous Java ce qui permet aux joueurs de modifier ,sans trop de difficulté, le jeu. Le jeu fonctionne par système de RPK , fichier qui liste tous les fichiers 3D , les textures ou encore le script dédié à une piece , une voiture ou même une carte. Certaines extensions ont été créées spécialement pour le jeu tels que les SCX qui sont des fichiers 3D.

## Suite possible?
En 2014, Dave Singh, le fondateur et propriétaire du site (désormais fermé) streetlegalmods.com, annonce la sortie d'une suite à Street Legal Racing : Redline en accord avec Invictus avec comme nom Street Tuning Evolution. Une page de crowdfunding est mise en place, cependant l'objectif n'est pas atteint et les moyens financiers sont très faibles, ce qui conduit à l'abandon du projet. Cependant, en 2017, Yaroslav Monakhov (ou RAXAT en ligne), le créateur du patch 2.3.1, annonce la reprise du projet Street Tuning Evolution et commence le développement du jeu. L'avancement est disponible sur Facebook via un groupe. Le jeu est basé sur Unreal Engine 4.